# Gaius Marcius Figulus
Gaius Marcius Figulus was consul van de Romeinse Republiek in 64 v.Chr..

## Biografie
Gaius Marcius Figulus zou geboren zijn als Gaius Minucius Thermus en op latere leeftijd geadopteerd zijn door een Marcius Figulus. In 67 v.Chr. werd hij benoemd tot praetor. Drie jaar later volgde de verkiezing tot consul. Hij bekleedde dit ambt samen met Lucius Julius Caesar. Na zijn consulaat weigerde hij om proconsulair gezag uit te voeren over een van de provincies. Op 5 oktober 63 v.Chr. was hij een van de voormalige consuls die pleitte voor vervolging van Lucius Sergius Catilina. Na zijn dood liet zijn familie voor hem een grote graftombe inrichten.